# What Happened, Miss Simone?
What Happened, Miss Simone? é um documentário estadunidense de 2015 dirigido por Liz Garbus, que conta a história da cantora e ativista Nina Simone. Foi lançado originalmente em 22 de janeiro de 2015 no Festival Sundance de Cinema. Ele foi indicado ao Oscar de melhor documentário em 2016.